# ダリア・グリバウスカイテ
ダリア・グリバウスカイテ（Dalia Grybauskaitė、IPA: [d̪ɐˈlʲɛ ɡʲrʲiːbɐʊsˈkɐ̂ˑɪt̪ʲeː] [ダリェ・グリーバウスカイティェー]、1956年3月1日 - ）は、リトアニアの政治家。同国大統領（在任: 2009年7月12日 - 2019年7月12日）、外務副大臣、財務大臣、欧州委員会文化・教育担当委員（在任: 2004年5月1日 - 2004年11月11日）、欧州委員会財政計画・予算担当委員（在任: 2004年11月22日 - 2009年7月1日）を務めた。リトアニア初の女性の国家元首で、しばしば「鉄の女」と称される。リトアニア語のほか、英語、ロシア語、ポーランド語、フランス語に堪能。

## 政治家になるまで
グリバウスカイテは、1956年3月1日、ヴィリニュスの労働者の家庭に生まれる。母は販売員のヴィタリヤ・コルサカイテ（Vitalija Korsakaitė、1922年 - 1989年、ビルジャイ地方生まれ）、父は電気技師で運転手のポリカルパス・グリバウスカス（Polikarpas Grybauskas、1928年 - 2008年）。
グリバウスカイテはサロメヤ・ネリス高校に通っていたが、本人によれば特によくできる生徒ではなく、成績もほとんどが5段階中4であったと語っている。最も好きな教科は歴史、地理、物理であった。
11歳の頃スポーツを始め、バスケットボールの選手となる。19歳の時にリトアニア国立音楽協会で1年間働き、その後ジダーノフ記念レニングラード国立大学（現・サンクトペテルブルク大学）の学生となり政治経済学を学んだ。また同時に地元の工場で働きはじめている。1983年、グリバウスカイテは大学を卒業（経済学士）、ヴィリニュスに戻りリトアニア科学アカデミーの秘書となる。しかし彼女はその後ヴィリニュスの高校へ移り、そこで政治経済学や国際金融を教える。1988年、モスクワのソヴィエト連邦共産党中央委員会社会科学アカデミー（現・ロシア国務アカデミー）に博士論文を提出した（社会科学博士）。
1990年、リトアニアがソ連からの独立回復を宣言した直後、彼女はアメリカ・ワシントンD.C.のジョージタウン大学に移り、国際関係学部 (School of Foreign Service) の上級幹部向けのプログラムで研究を続けた。

## 政治家として
1991年から1993年まで、リトアニア共和国国際経済関係省の欧州局長を務めた。1993年には外務省の経済関係局で働き、欧州連合 (EU) 自由貿易協定への加入を担当した。1994年、EU加盟交渉特命全権公使に任命される。
1996年、グリバウスカイテは駐米リトアニア大使館特命全権公使に任命され、1999年まで公使を務めた。1999年、財務副大臣に任命され、世界銀行や国際通貨基金 (IMF) との交渉を率いた。2000年には外務副大臣となり、2001年、アルギルダス・ブラザウスカス内閣で財務大臣となった。2004年5月1日にリトアニアがEUに加盟すると、同日、グリバウスカイテ欧州委員会委員となった。

## 欧州委員会委員
グリバウスカイテは2004年5月1日から同年11月11日までプローディ委員会の中で欧州委員会文化・教育担当委員を務め、その後、同年11月22日からはバローゾ委員会の中で財政計画・予算担当委員を務めた。
2005年11月、エコノミストグループが発行する週刊誌『European Voice』が行った「今年のヨーロッパ人」 (Europeans of the Year) で、「今年の委員」 ("Commissioner of the Year") に選ばれた。ノミネートされた理由として、「EUの支出を研究や開発といった競争力を高める分野に移す、彼女のたゆまない尽力」が挙げられている。これに対し彼女は、
私はコンテストに出るような人間ではないので、今回のことはいい意味でとても驚きです。この受賞は私個人に贈られたものではなく、新しく新鮮な視点をEUに届けた新規EU加盟国すべてに贈られたものだと思っています。また、言いにくい事実を話し、政治的修辞の本当の対価を指摘する勇気に贈られた賞であると思っています。つまり、我々はまだ待たねばならないのです。2007年から2013年までの予算の合意は、ヨーロッパが必要としているところであり、それが最も重要であるということです。
とコメントしている。
財政計画・予算担当委員として、彼女はEUの予算を「21世紀の予算ではない」として強く非難している。EU予算の大半は農業分野に支出されていたが、グリバウスカイテが提示した2008年度予算では、史上初めて、発展・雇用分野が予算の中で農業・自然資源分野を上回って最も多くを占めた。彼女は、財政危機への対応不足を理由にしばしばキルキラス首相が率いるリトアニア政府を非難している。

## 大統領職
2009年7月12日、グリバウスカイテは大統領に就任。就任にあたって、彼女は給料を半分（年312,000リタス）しか受け取らないことを明らかにしている。大統領として最初に訪れた国は、スウェーデンとラトヴィアであった。
大統領としては人気も高く、大統領選挙では第1回投票から過半数を獲得した（得票率 69.09 %）。また、2009年10月に『リエトゥヴォス・リータス』紙が行った調査によると、国民の 89.6 % が彼女を支持しており、反対はわずか 2.2 % にとどまっている。在任中の2013年にはカール大帝賞を受賞している。
2014年リトアニア大統領選挙で再選、2019年7月12日に退任。
- リトアニア陸軍司令官アルヴィーダス・ポツィウスを任命するグリバウスカイテ（2009年7月28日）
- ラトビアのソルヴィタ・アーボルティニャ国会議長と（2012年6月13日）
- 左からエストニアのケルスティ・カリユライド大統領、ラトビアのライモンツ・ヴェーヨニス大統領、グリバウスカイテ、米国のマイク・ペンス副大統領（2017年7月31日）